# Kanton Salies-du-Salat
Kanton Salies-du-Salat (francouzsky Canton de Salies-du-Salat) je francouzský kanton v departementu Haute-Garonne v regionu Midi-Pyrénées. Tvoří ho 22 obcí.

## Obce kantonu
- Ausseing
- Belbèze-en-Comminges
- Cassagne
- Castagnède
- Castelbiague
- Escoulis
- Figarol
- Francazal
- His
- Mane
- Marsoulas
- Mazères-sur-Salat
- Montastruc-de-Salies
- Montespan
- Montgaillard-de-Salies
- Montsaunès
- Roquefort-sur-Garonne
- Rouède
- Saleich
- Salies-du-Salat
- Touille
- Urau